# Les Cabanyes
Les Cabanyes è un comune spagnolo di 570 abitanti situato nella comunità autonoma della Catalogna.